# Смолик, Ладислав
Ладислав Смолик (чеш. Ladislav Smolík; 25 июня 1909[…], Бржецлав — неизвестно) — чехословацкий гребец, выступавший за сборную Чехословакии по академической гребле в 1930-х годах. Один из гребцов чехословацкой восьмёрки на летних Олимпийских играх в Берлине. Тренер по академической гребле.

## Биография
Ладислав Смолик родился 25 июня 1909 года в городе Бржецлав.
Наивысшего успеха в своей спортивной карьере добился в сезоне 1936 года, когда вошёл в состав чехословацкой национальной сборной и благодаря череде удачных выступлений удостоился права защищать честь страны на летних Олимпийских играх в Берлине. В составе экипажа-восьмёрки, куда также вошли гребцы Карел Брандштеттер, Павел Парак, Ян Голобрадек, Рудольф Баранек, Франтишек Шир, Франтишек Кобзик, Антонин Грстка и рулевой Бедржих Прохазка, занял последнее пятое место на предварительном квалификационном этапе и в дополнительном отборочном заезде так же выступил неудачно. Таким образом, в решающем финальном заезде участия не принимал.
После берлинской Олимпиады Смолик больше не показывал сколько-нибудь значимых результатов в академической гребле на международной арене.
Впоследствии проявил себя на тренерском поприще, работал в гребной секции в Бржецлаве, где в частности подготовил Вацлава Павковича и других титулованных чехословацких гребцов.
Дата и место смерти неизвестны.